# Diocesi di Vibiana
La diocesi di Vibiana (in latino Dioecesis Vibianensis) è una sede soppressa e sede titolare della Chiesa cattolica.

## Storia
Vibiana, nell'odierna Tunisia, è un'antica sede episcopale della provincia romana di Bizacena.
Unico vescovo conosciuto di questa sede è Donaziano che, secondo la testimonianza di Vittore di Vita, subì la persecuzione all'epoca del re vandalo Unerico.
Dal 1933 Vibiana è annoverata tra le sedi vescovili titolari della Chiesa cattolica; dal 17 luglio 2003 l'arcivescovo, titolo personale, titolare è Eliseo Antonio Ariotti, già nunzio apostolico in Paraguay.

## Cronotassi

### Vescovi
- Donaziano † (all'epoca di Unerico)

### Vescovi titolari
- Angelo Palmas † (17 giugno 1964 - 9 giugno 2003 deceduto)
- Eliseo Antonio Ariotti, dal 17 luglio 2003